# 梅峰对叶兰
梅峰雙葉蘭（学名：Neottia meifongensis），又名梅峰双葉蘭，为蘭科鸟巢兰属下的一个种。